# O’Key
O’Key (russ. О’кей) ist eine Warenhaus- und Supermarktkette, die in Russland tätig ist.

## Geschichte

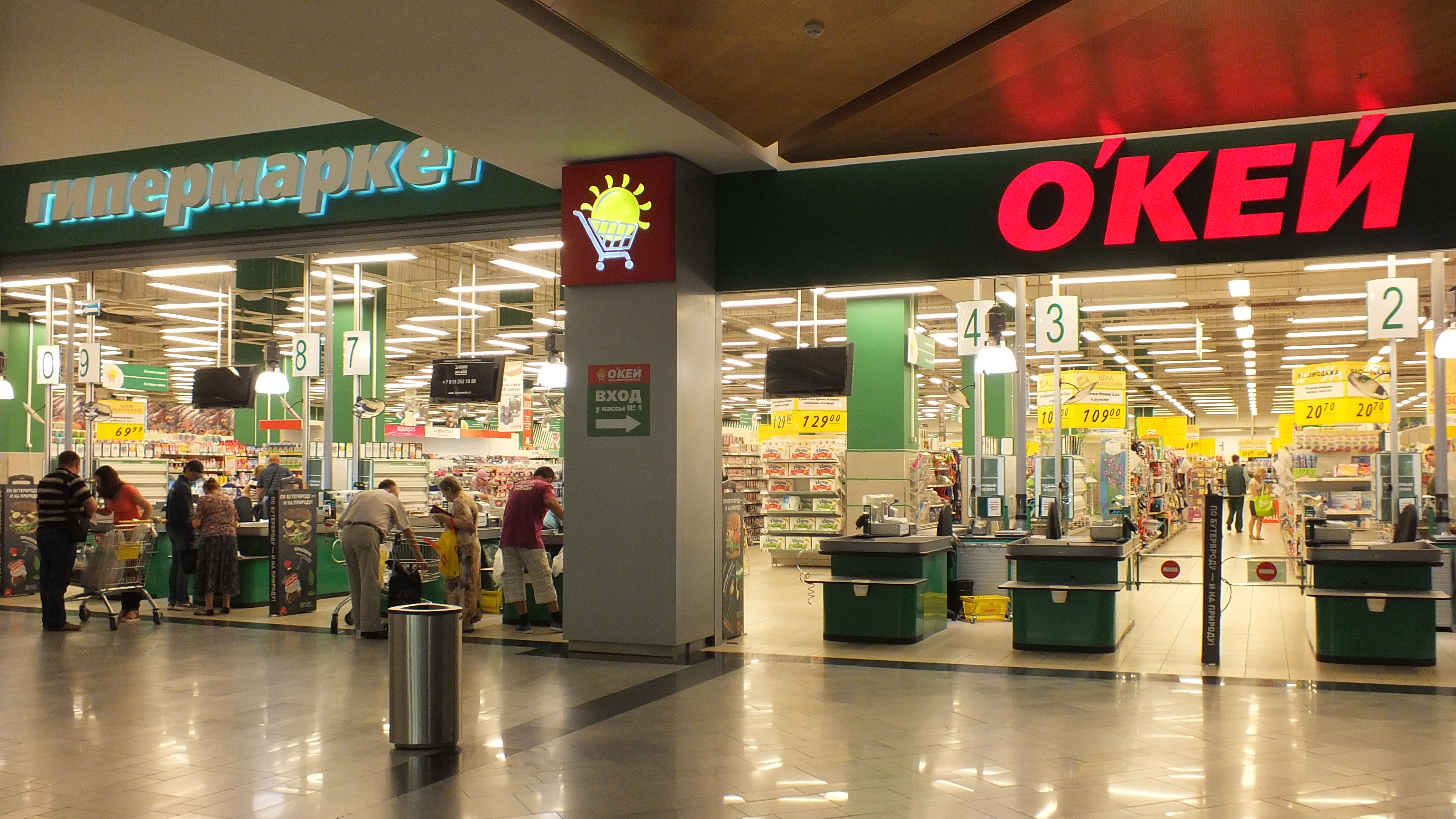
Ein Hypermarkt in Moskau (2017)

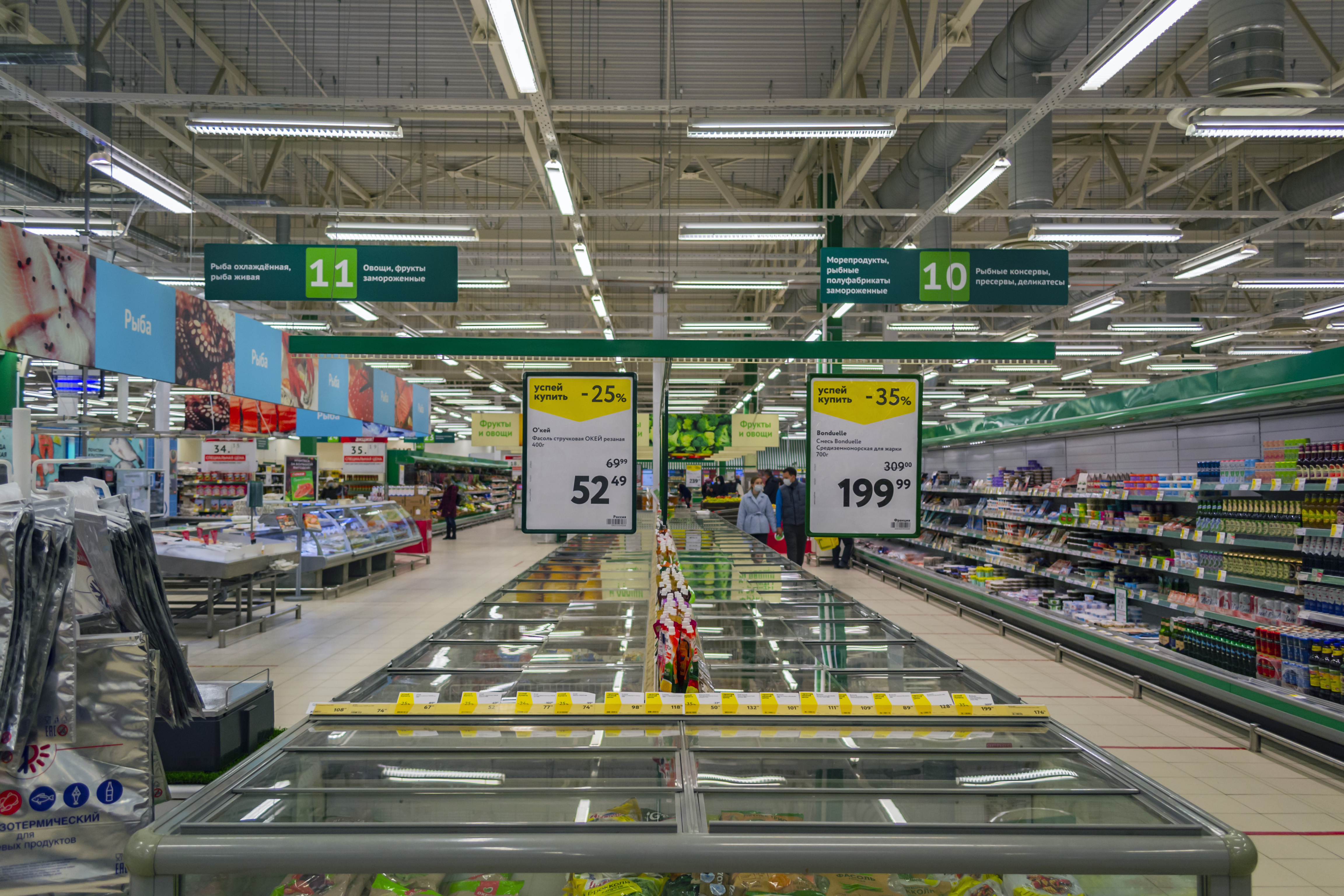
Innenansicht eines O’Key-Marktes in Nischni Nowgorod (Oktober 2021)

Das Unternehmen wurde 2001 gegründet. 2002 entstand das erste Warenhaus in Sankt Petersburg. Im November 2009 das erste in Moskau. Mit Stand September 2022 zählte O’Key 251 Filialen, davon 79 Warenhäuser und 122 Discounter in ganz Russland. Von den 79 Warenhäusern befinden sich 24 in Sankt Petersburg, 16 in Moskau, vier in Krasnodar und der Rest in 35 weiteren Großstädten Russlands. Zur Unternehmensphilosophie gehört die Eröffnung kompakter, käuferfreundlicher und verkehrsgünstig gelegener Hypermärkte in Ballungszentren.
2020 wurde die O’Key-Kundenkarte eingeführt.
Seit Mai 2021 arbeitet O’Key als eines der ersten Einzelhandelsunternehmen in Russland mit biologisch abbaubarem Kunststoff.

## Kontroversen
Im Januar 2020 wurde das Unternehmen zur Zahlung einer Geldstrafe in Höhe von 3 Millionen Rubel verurteilt. Ein Süßwarenlieferant hatte die O’Key Group wegen unfairen Wettbewerbs verklagt und den Prozess vor dem Moskauer Arbitragegericht gewonnen.
Im März 2021 musste die O’Key Group 350.000 Rubel Strafe zahlen, da in einem Markt in Iwanowo Blogger Käse gefunden haben, bei dem das Mindesthaltbarkeitsdatum überschritten war.
Des Weiteren wurde O’Key im Juli 2021 eine Geldbuße in Höhe von 100.000 Rubel auferlegt, weil in den Sankt Petersburger Warenhäusern gegen die behördlich angeordneten Schutzmaßnahmen im Rahmen der COVID-19-Pandemie verstoßen wurde.